# Jan Czerwiński
Jan Czerwiński (ur. 11 maja 1928 w Łodzi, zm. 15 listopada 2004 tamże) – polski operator dźwięku.
Laureat Nagrody za dźwięk w filmie Pałac na Festiwalu Polskich Filmów Fabularnych w Gdańsku w 1980.

## Filmografia
jako operator dźwięku:

- Nikodem Dyzma (1956)
- Kapelusz Pana Anatola (1957)
- Pigułki dla Aurelii (1958)
- Pan Anatol szuka miliona (1958)
- Inspekcja Pana Anatola (1959)
- Świadectwo urodzenia (1961)
- Dziś w nocy umrze miasto (1961)
- Wielka, większa i największa (1962)
- Głos z tamtego świata (1962)
- Dom bez okien (1962)
- Żona dla Australijczyka (1963)
- Życie raz jeszcze (1964)
- Popioły (1965)
- Sublokator (1966)
- Westerplatte (1967)
- Ręce do góry (1967)
- Hydrozagadka (1970)
- Noce i dnie (1975)
- Dzieje grzechu (1975)
- Noce i dnie (1977) – serial
- Sprawa Gorgonowej (1977)
- Lekcja martwego języka (1979)
- Pałac (1980)
- Ryś (1981)
- Pensja pani Latter (1982)
- Nocny gość (1989)